# The Rott Childs
The Rott Childs was een Belgische postpunk/indierockband die in 2009 werd opgericht door twee ex-leden van El Guapo Stuntteam. Bassist werd Ben Younes Zahnoun (o.a. bassist bij Mauro Pawlowski). De bandnaam refereert aan de bekende bankiersfamilie Rothschild.
Bassist Zahnoun werd vervangen door Florent Pevée, die in 2013 overleed bij een ongeluk. Dit betekende de facto het einde van de band, al werd nadien sporadisch nog opgetreden.. Wim Coppers werd in 2016 drummer bij Oathbreaker.
De band speelde onder meer op Rock Herk.

## Discografie
- 2011 Riches will come thy way: A musical
- 2013 Alleluia: A Brit Milah in G Melodic Minor